# 雷内·布斯凯
雷内·布斯凯（René Bousquet，1909年5月11日—1993年6月8日）在二战期间曾是维希法国政府高层人物，在1942年5月至1943年12月31日间担任警察总长。
1949年，他因曾担任维希法国政府官员而获罪，被剥夺公民权利5年，由于当局相信布斯凯曾在国家遭占领期间援助过抵抗组织，亦曾试图为法国警察保留部分自主权，便减轻了对他的刑罚。被禁止进入政界后，布斯凯开始经商。他于1959年被赦免后，布斯凯再次活跃于政坛，在整个1970年代里一直支持左翼政客，1980年代，在弗朗索瓦·密特朗当选总统后，布斯凯经常去拜访他。
後來人們对布斯凯在战争期间的言行的指控越来越多。终于在1989年，有三个组织控诉布斯凯犯有反人类罪。1991年，布斯凯因在1942年冬赛馆事件中的行为而遭司法部起诉。1993年，就在即将出庭受审前不久，布斯凯遇刺身亡。